# Xaenapta celebiana
Xaenapta celebiana là một loài bọ cánh cứng trong họ Cerambycidae.